# Anaplectes rubriceps
El teixidor cap-roig (Anaplectes rubriceps) és una espècie d'ocell de la família dels plocèids (Ploceidae) i única espècie del gènere Anaplectes Reichenbach, 1863.

## Hàbitat i distribució
Habita boscos i sabanes de l'Àfrica subsahariana.

## Taxonomia
El Congrés Ornitològic Internacional, versió 11.1, 2021 reconeix l'existència de tres subespècies que altres autors consideren espècies de ple dret:
- Anaplectes rubriceps (sensu stricto) - teixidor cap-roig meridional[4]
- Anaplectes jubaensis Van Someren, 1920 - teixidor vermell[5]
- Anaplectes leuconotos (Sundevall, 1850) - teixidor cap-roig septentrional[6]